# Ufhusen
Ufhusen ist eine politische Gemeinde im Wahlkreis Willisau des Kantons Luzern in der Schweiz.

## Geographie
Die Gemeinde liegt im Hügelland 7 km westlich von Willisau an der Kantonsgrenze Bern/Luzern. Die südliche Gemeindegrenze bildet der Warmisbach, der zuerst vom Hegewald bis Barenhüsli (Gemeinde Luthern) nordostwärts fliesst, um danach nach Norden zu führen, wo er in Hüswil (Ortsteil von Zell LU) von rechts in den (Gondiswiler-) Rotbach einmündet. Die Nordwestgrenze und gleichzeitig Kantonsgrenze führt entlang dem Ibach, der bei Haltestelle Gondiswil von rechts in den (Gondiswiler-)Rotbach einmündet. Südlich des Ibachs liegen der Äschwald und der Gumerewald. Das Dorf liegt in einem Hochtal südwestlich von Hüswil. Der Weiler Engelprächtigen (658 m ü. M.) liegt 900 m nordwestlich des Dorfs südlich des Rotbachs. Zur Gemeinde gehört ebenfalls der Ortsteil Ruefswil (653 m ü. M.; 1,5 km südöstlich) an der Luthern im gleichnamigen Tal. Viele weitere kleine Weiler und Gehöfte findet man südlich des Dorfs. Der höchste Punkt der Gemeinde liegt auf dem Hilferdingerberg auf 860 m ü. M., der tiefste am Ibach auf 616 m ü. M.
Vom Gemeindeareal von 1225 ha ist ein Fünftel (21,2 %) von Wald bedeckt. Als Folge der vielen Rodungen werden 72,5 % landwirtschaftlich genutzt. Weitere 5,9 % sind Siedlungsfläche (Stand 2015/16).
Ufhusen grenzt an Fischbach, Luthern, Willisau und Zell im Kanton Luzern sowie an Eriswil, Gondiswil und Huttwil im Kanton Bern.

## Bevölkerung
Die Bevölkerung wuchs von 1798 bis 1850 nur wenig (+ 5,6 %). Danach geriet die Gemeinde in den Sog der Landflucht, der Abwanderung von den Landgemeinden in die Industriezentren. Die Zahl der Bewohner sank bis ins Jahr 1900 (1850–1900: − 6,6 %); besonders stark von 1880 bis 1888 (− 10,1 %). Von zwei kurzen Stagnationsphasen abgesehen wuchs sie dann bis 1941 wieder fast auf den Stand von 1850 (1900–1941: + 16,5 %). Danach begann eine zweite grosse Abwanderungswelle, die bis ins Jahr 1980 anhielt (1941–1980: − 24,3 %), als ein absoluter Bevölkerungstiefststand erreicht wurde. Bis zur Jahrtausendwende folgte ein gemässigtes Bevölkerungswachstum (1980–2000: + 9,3 %), welches sich bis heute etwas geringer ausgeprägt fortsetzt (2000–2010: + 5,1 %).
Quelle: Bundesamt für Statistik; 1850 bis 2000 Volkszählungsergebnisse, 2010 ESPOP, seit 2011 STATPOP

### Sprachen
Die Bevölkerung benutzt als Alltagssprache eine hochalemannische Mundart. Bei der letzten Volkszählung im Jahr 2000 gaben 98,61 % Deutsch und je 0,51 % Französisch und Albanisch als Hauptsprache an.

### Religionen – Konfessionen
Früher waren alle Bewohner Mitglied der Römisch-Katholischen Kirche. Durch Kirchenaustritte und Zuwanderung aus anderen Regionen der Schweiz und dem Ausland hat sich dies geändert. Heute (Stand 2000) sieht die religiöse Landschaft wie folgt aus: Es gibt 72,62 % römisch-katholische und 21,42 % evangelisch-reformierte Christen. Daneben findet man 1,77 % Konfessionslose und 0,51 % Muslime.

### Herkunft – Nationalität
Ende 2022 zählte die Gemeinde 934 Einwohner. Davon waren 864 Schweizer Staatsangehörige und 70 (= 7,5 %) Menschen anderer Staatsangehörigkeit. Die grösste Zuwanderergruppe kommt aus Deutschland (25 Menschen).

## Geschichte
Erste Erwähnung findet der Ort 1160 in den Acta Murensia, einem Güterverzeichnis des Klosters Muri im Kanton Aargau. Dort wird ein Ymzo nobilis de Ufhusen als Gönner aufgeführt. Die Gemeinde fiel im 13. Jahrhundert an die Habsburger und kam zur Grafschaft Willisau. Im Jahr 1407 kaufte die Stadt Luzern diese und machte sie zur Landvogtei Willisau. Die niedere Gerichtsbarkeit übten – zuerst im Auftrag der Habsburger, dann von Luzern – die Herren von Büttikon aus. Im Jahr 1516 übernahm Luzern auch die niedere Gerichtsbarkeit. Bis 1798 änderte sich nichts mehr an den Machtverhältnissen. In jenem Jahr wurde Ufhusen Teil des Distrikts Willisau und kam 1803 ans damals neu geschaffene Amt Willisau.

## Politik

### Gemeinderat
Der Gemeinderat Ufhusen besteht aus fünf Mitgliedern und ist wie folgt aufgestellt (Stand Februar 2024):
- Claudia Bernet-Bättig: Gemeindepräsidentin
- Renate Gerber-Schär
- René Kaufmann
- Chantal Filliger-Renggli
- Marcel Schmid

### Kantonsratswahlen
Bei den Kantonsratswahlen 2023 des Kantons Luzern betrugen die Wähleranteile in Ufhusen: Mitte (mit JMitte und Mitte60+) 50,04 %,
SVP 28,98 %, FDP 13,79 %, SP 3,37 %, glp 2,16 % und Grüne 1,67 %.

### Nationalratswahlen
Bei den Schweizer Parlamentswahlen 2023 betrugen die Wähleranteile in Ufhusen: Mitte 44,8 %, SVP 32,6 %, FDP 9,8 %, glp 3,1 %, SP 2,1 % Grüne 1,5 %, übrige 6,1 %.

### Wappen
Das Wappen der Gemeinde Ufhusen zeigt »in Weiss eine zweitürmige schwarze Burg«. Die ehemalige Burg „Uff Hausen“ wird auf der Luzernerkarte um 1600 mit demselben schwarzen Wappenschild auf weissem Grund abgedruckt.

## Verkehr
Ufhusen ist durch die Postautolinie Hüswil-Ufhusen ans Netz des öffentlichen Verkehrs angebunden. In Hüswil gibt es eine Haltestelle an der Bahnlinie Luzern-Langenthal. Ufhusen liegt an keiner Hauptstrasse, und die nächsten Autobahnanschlüsse in Sursee und Dagmersellen an der A2 sind jeweils 19 km entfernt.

## Bilder

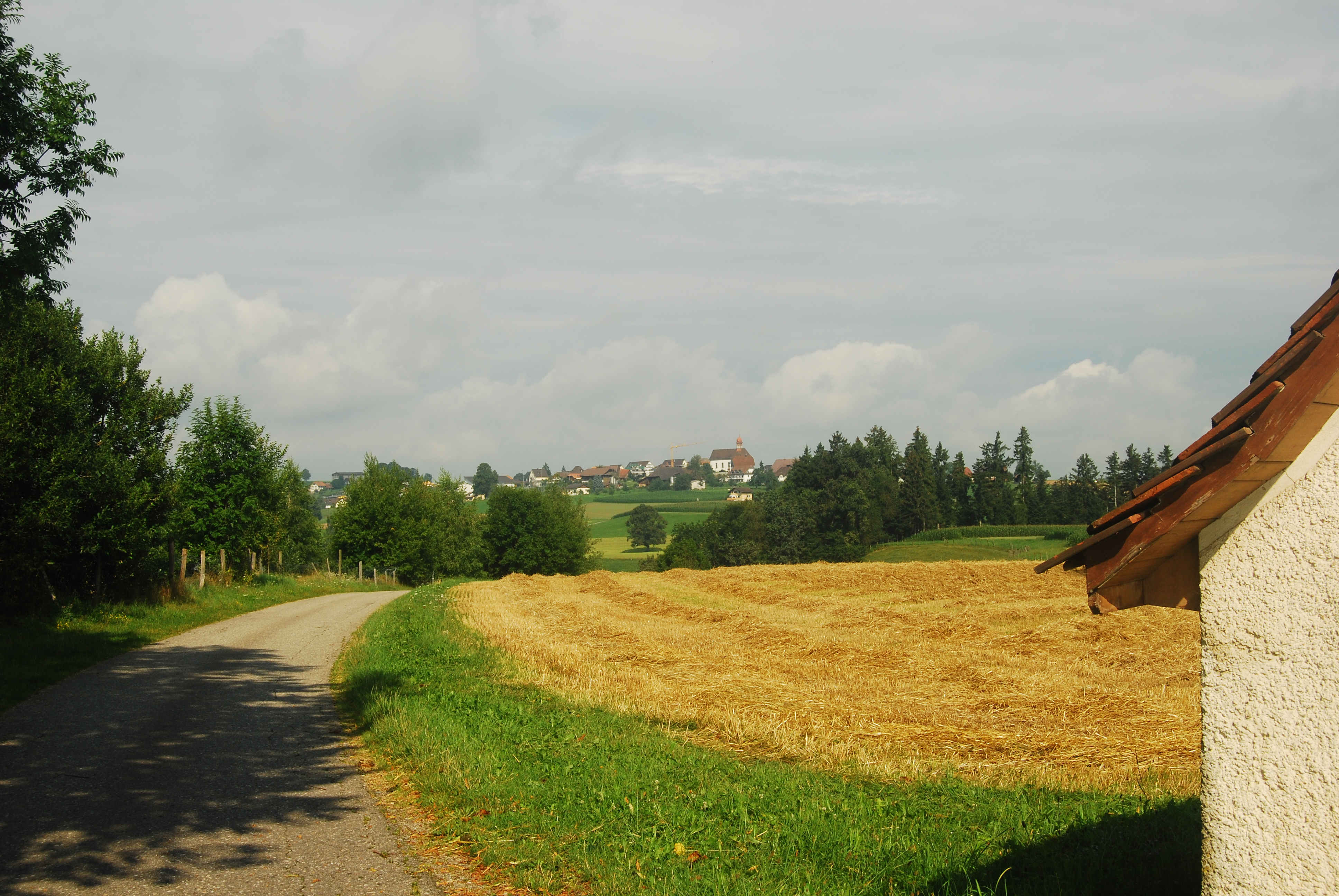
Ufhusen von der Anhöhe zwischen Lochmühle und Ruefswil aus gesehen
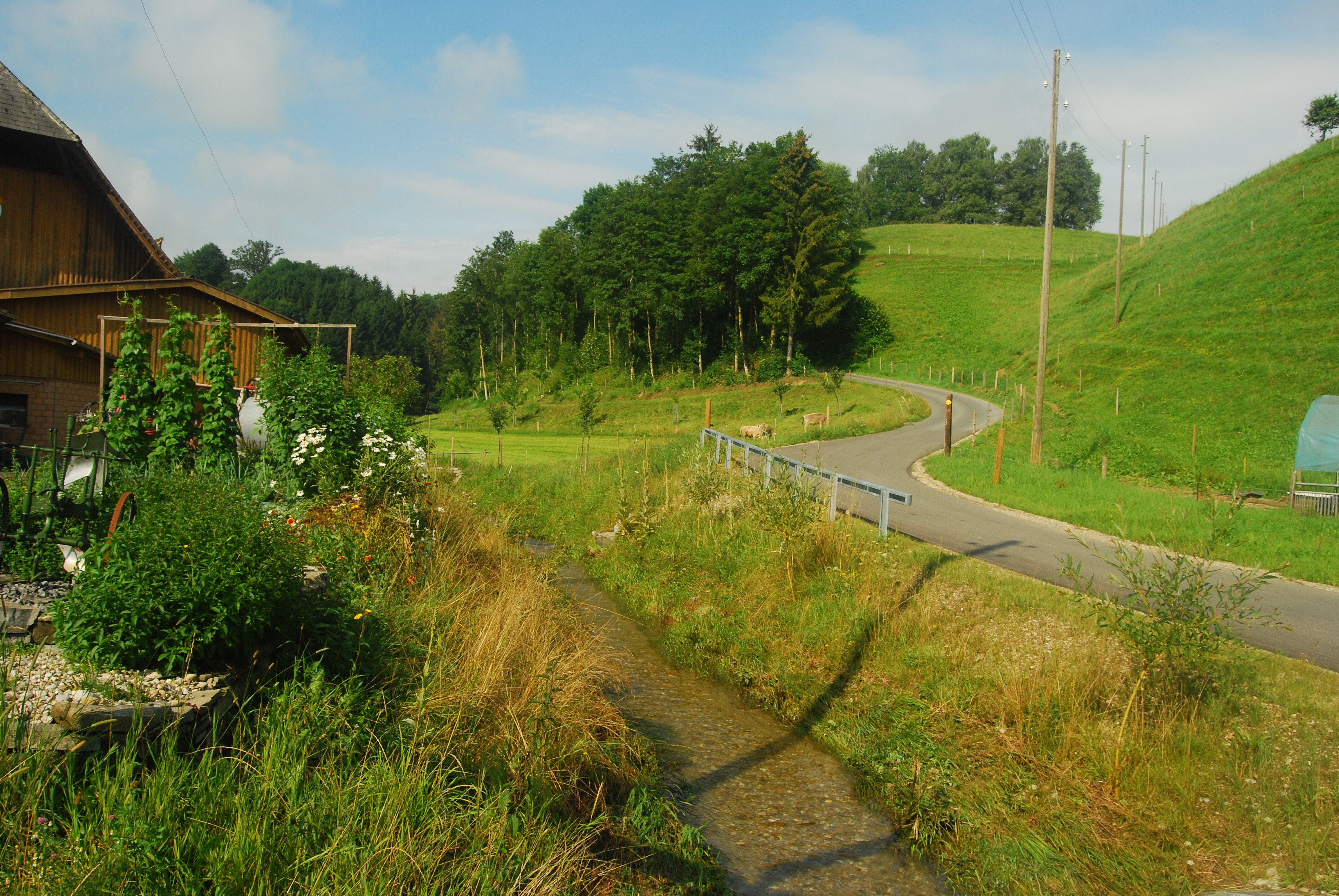
Warmisbach bei Lochmühle, Ufhusen
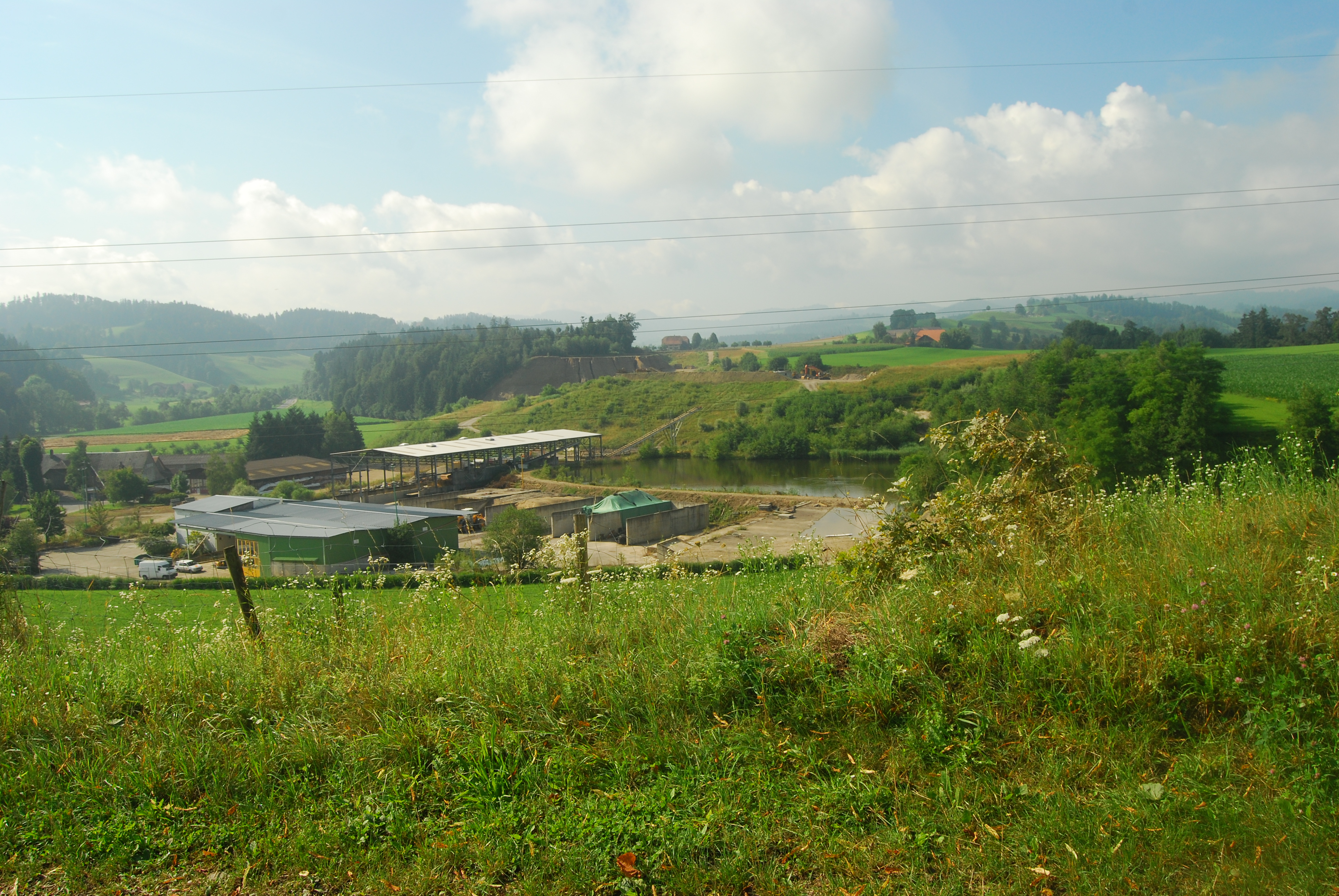
Baggersee und Kiesgrube bei Ruefswil